# TT232
La tombe thébaine TT 232 est située à Dra Abou el-Naga, dans la nécropole thébaine, sur la rive ouest du Nil, face à Louxor en Égypte.
C'est la tombe d'un dénommé Tharouas, scribe du sceau divin du trésor d'Amon. Elle date de la période ramesside.